# كروار
كَرْوَار، كَارْوَار أو قَرْوَار (الكونكانية: कारवार, Karwar; الكنادية: ಕಾರವಾರ; السنسكريتية: कारवारम्, رومنة: Kāravāram; الإنجليزية: Karwar, Carwar, Koney) هي مدينة ساحلية في تعلقة وتحصيل والمقر الإداري لمنطقة أُتارة كَنَّادة الواقعة عند مصب نهر كالي على ساحل كَنارة بولاية كرناتك الهند.

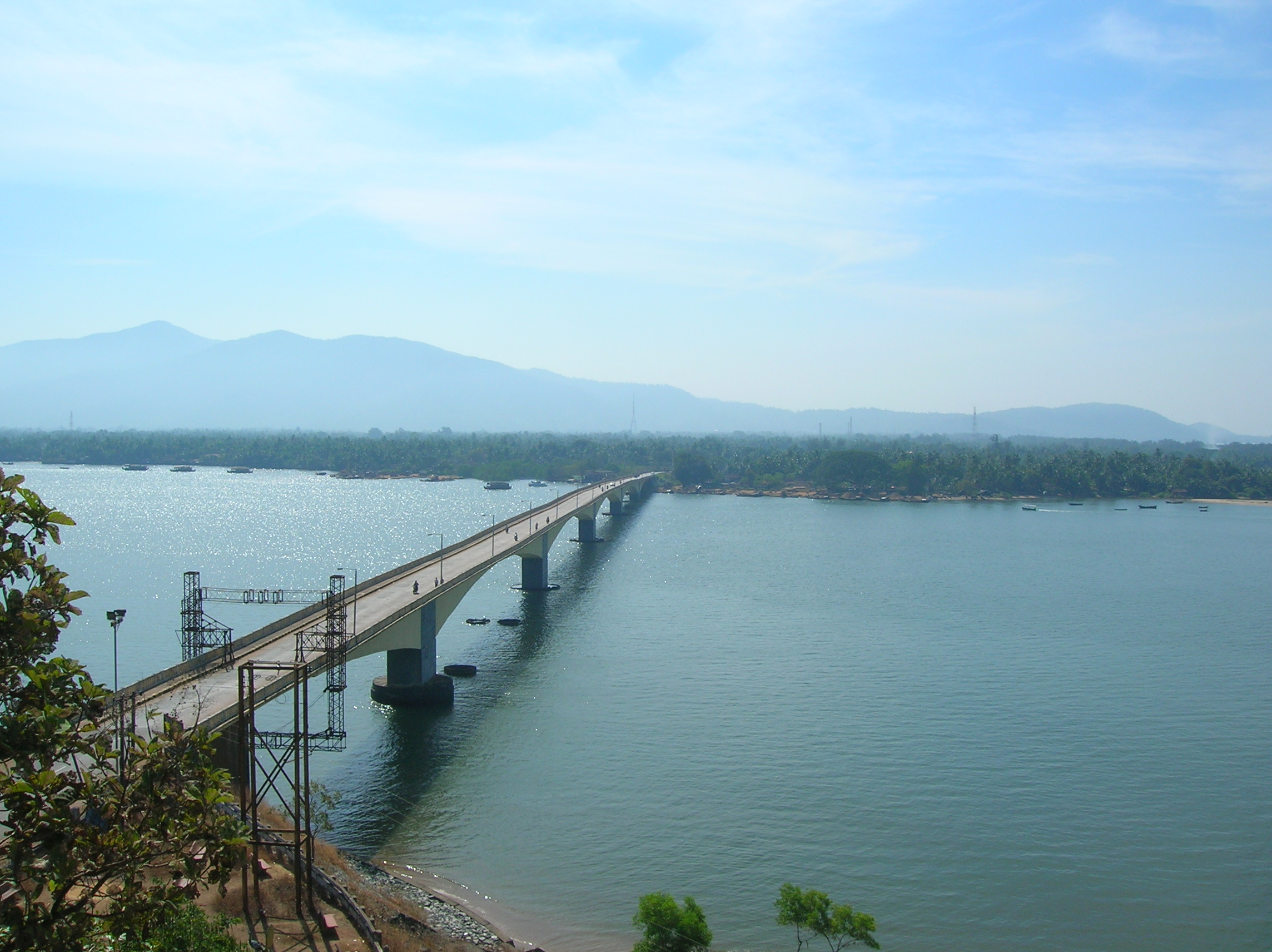
جسر نهر كالي كَرْوار